# Vuillecin
Vuillecin är en kommun i departementet Doubs i regionen Bourgogne-Franche-Comté i östra Frankrike. Kommunen ligger i kantonen Pontarlier som tillhör arrondissementet Pontarlier. År 2022 hade Vuillecin 669 invånare.

## Befolkningsutveckling
Antalet invånare i kommunen Vuillecin
Referens:INSEE